# Heterostegane maculifascia
Heterostegane maculifascia är en fjärilsart som beskrevs av George Francis Hampson 1891. Heterostegane maculifascia ingår i släktet Heterostegane och familjen mätare. Inga underarter finns listade i Catalogue of Life.